# 2007年バドミントン日本代表
2007年バドミントン日本代表は、日本バドミントン協会によって選出された2007年の国際大会に派遣されるナショナルチーム。

## 2007年日本代表選手及びコーチ
※所属は2006年12月時点

### ナショナルチーム
- ヘッドコーチ
  - 朴柱奉（日本バドミントン協会）
- コーチ
  - 町田文彦（NTT東日本）
  - 今井紀夫（日本体育大学講師）
  - 中島慶（三洋電機）
  - 井田貴子（三洋電機）

| - 男子選手 - 佐藤翔治（NTT東日本） - 中西洋介（日本ユニシス） - 佐伯浩一（NTT東日本） - 田児賢一（埼玉栄高等学校） - 坂本修一（日本ユニシス） - 池田信太郎（日本ユニシス） - 舛田圭太（トナミ運輸） - 大束忠司（トナミ運輸） - 川口馨士（NTT東日本） - 川前直樹（NTT東日本） | - 女子選手 - 廣瀬栄理子（三洋電機） - 森かおり（三洋電機） - 平山優（早稲田大学） - 藤井瑞希（青森山田高等学校） - 小椋久美子（三洋電機） - 潮田玲子（三洋電機） - 末綱聡子（九州日本電気） - 前田美順（九州日本電気） - 赤尾亜希（ヨネックス） - 松田友美（ヨネックス） |